# الطاقة الشمسية في تايوان

السعة التراكمية للطاقة الشمسية في تايوان.

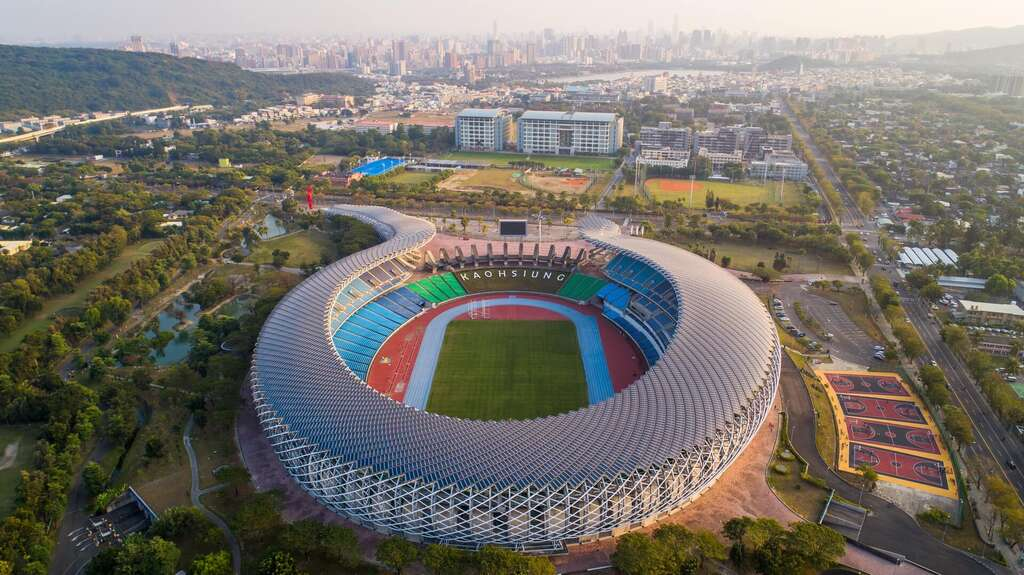
ملعب كاوهسيونغ الوطني، ويعتبر أيضا محطة للطاقة الشمسية بسعة 1 ميجاوات

في عام 2013، وصلت نسبة الطاقة الشمسية في تايوان مقارنةً بغيرها إلى 14%. وكانت السعة الكلية حوالي 206.4 ميجاوات.
قامت الحكومة باستخدام أنظمة الألواح الشمسية بسعة 189.492 كيلو وات ساعة في السنة في جزيرة تايبينغ، مقاطعة كين، مدينة كاوهسيونغ. قُسِم المشروع إلى مرحلتين، الأولى إنتهت في ديسمبر 2011، والثانية في ديسمبر 2014. تم تمويل المشروع من وزارة الشئون الاقتصادية.
في مايو 2009، إفتتحت تايوان ملعب كاوهسيونغ الوطني في حي زويينج بمقاطعة كاوهسيونغ، والذي يعمل أيضا كمحطة للطاقة الشمسية. فيتكون من 141 لوح شمسي بسعة تصل إلى 1 ميجاوات.
تم الانتهاء أيضا من المرحلة الأولى لمحطة تيبور للطاقة الشمسية في ديسمبر 2014 بسعة إجمالية قدرها 19.6 ميجاوات وإنتاج يصل إلى 24.957 جيجاوات ساعة في السنة. هذه المحطة يتوقع لها أن تقللإنبعاثات الكربون بنسبة 10500 طن سنويا.
تسعى الحكومة لزيادة السعة الكلية للطاقة الشمسية بحلول عام 2020 بأن يصل عدد المستخدمين لهذه الطاقة 7.5 مليون تيواني بحلول عام 2030.

## الإحصائيات
يوضح الجدول الأتي تطور السعة الكهربية للطاقة الشمسية في تايوان في السنوات الأخيرة.
| العام | السعة بالميجاوات (MW) | التوليد بالجيجاوات (GW•h) |
| ----- | --------------------- | ------------------------- |
| 2000  | 0.1                   | 0.12                      |
| 2001  | 0.2                   | 0.26                      |
| 2002  | 0.3                   | 0.34                      |
| 2003  | 0.5                   | 0.46                      |
| 2004  | 0.6                   | 0.58                      |
| 2005  | 1.0                   | 0.96                      |
| 2006  | 1.4                   | 1.45                      |
| 2007  | 2.4                   | 2.18                      |
| 2008  | 5.6                   | 4.56                      |
| 2009  | 9.5                   | 9.21                      |
| 2010  | 22.0                  | 25.58                     |
| 2011  | 117.9                 | 70.26                     |
| 2012  | 222.5                 | 173.07                    |
| 2013  | 392.0                 | 337.85                    |
| 2014  | 620.1                 | 551.70                    |
| 2015  | 842.0                 | 875.51                    |

## وصلات خارجية
- “Renewable Energy: Not Cheap, Not ‘Green’” Turns 15
- Demonstrators protest solar power about-face